# Samuel Lee (filolog)

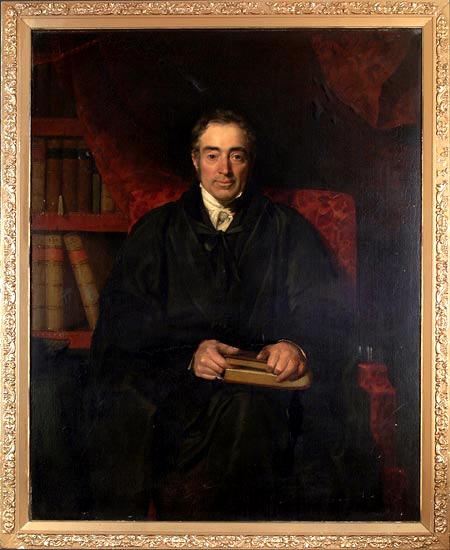
Samuel Lee.

Samuel Lee, född den 14 maj 1783 i Longnor, Shropshire, död den 16 december 1852 i Barlay, Hertfordshire, var en engelsk orientalist och anglikansk präst.
Lee, som föddes av fattiga föräldrar, var timmerarbetare, då mecenater beredde honom tillfälle att studera, blev 1819 professor i arabiska och 1833 i hebreiska i Cambridge. Till hans arbeten hör Grammar of the Hebrew language (2:a upplagan 1831), Hebrew, Chaldaic and English lexicon (1840) samt syriska, malajiska, persiska och hindustanska bibelupplagor med mera.